# Зарунджо
Зарунджо (на гръцки: Καλές, Καλιάς, Κάστρο Ροδολίβους, до 1968 година Ζαρούντζο) е средновековно отбранително съоръжение, разположено край сярското село Радолиово (Родоливос), Северна Гърция.

## Местоположение
Развалините на крепостта са на силно издължен в посока запад – изток хълм, на 730 m надморска височина в планината Кушница (Пангео), на 2 km източно от Радолиово.
Крепостта се простира по тесния връх на хълма. Хълмът се състои от варовикови скали, а в подпочвата на местността има жилки от мрамор. Дългите северни и южни склонове са непристъпни и стръмни, а освен това се напояват от дерета. В южната основа на хълма текат водите от потока Солинаруди, а в северното подножие има поток, чиито води са насочени към село Кюпкьой (Проти) и след това се вливат в река Драматица (Ангитис). Тесните страни на източната и западната страна са доста полегати и само от тях може да се приближи враг. На югоизточните склонове на хълма е съвременният параклис „Свети Георги“, който е построен на място, идентифицирано с късновизантийския манастир „Свети Георги“ при село Ворискос, споменат в документи от XIV – XV век. Ворискос е било селско селище.

## История
Крепостта не се споменава в исторически извори. Датира от ранносредновековния период – същата епоха като други укрепени селища в Серско, като Градище при Скрижово, Кули при Карликьой, Градище при Везник и Градище при Крушево. Не е известно колко време е оцеляло укрепеното селище в Родоливос. Вероятно е бил изоставено преди VII век поради варварските набези на хуни, готи, славяни и други през предходните векове.

## Описание
Стената следва периметър, оформен върху пресечения терен на дългия тесен връх. Обгражда целия периметър на крепостта, като покрива и стръмните страни. Размерът на периметъра е впечатляващо голям и се оценява на приблизително 1350 m. Тоест може да се равнява на малко градче. Градежът на стената е от необработени камъни със свързващ хоросан между тях и керамика. Стената днес е частично запазена на места. Вътре в стените има големи развалини от къщи и сгради на замъка. Стената и сградите на замъка изглежда са били променяни с течение на времето.
Максималната идентифицирана височина на стената е укрепителен участък на югозападния ъгъл, който достига приблизително 2 m. Изследване от 2004 година съобщава за стена, достигаща височина 3 m, и друг участък с дължина 21 m, както и кула. В западния край, където е платото на върха, има масивна П-образна купчина камъни, която опира в ранновизантийската стена. Очевидно е сграда от по-късна инсталация, която очевидно е променила голяма част от оригиналните сгради на замъка.
На обекта са открити строителни тухли и повърхностна нерисувана керамика от ръбове на делви, дръжки и тела на съдове с канелова и пенирана украса. Открити са и две бронзови монети от времето на Констанций II (337 – 361).
Извън източната част на заграждението, на малко плато, са открити събрани гробници с форма на кутия. Вероятно на това място е бил некрополът на крепостта.